# Glyphomitrium polyphyllum
Glyphomitrium polyphyllum là một loài rêu trong họ Ptychomitriaceae. Loài này được (Sw.) Mitt. mô tả khoa học đầu tiên năm 1864.